# Гродинск
Гродинск - деревня в Нижнеудинском районе Иркутской области

## География
Деревня находится в 53 км от Алзамая

## Население
По данным Всероссийской переписи населения 2010 года население НП составило 37 человек

## Власть
Деревня в административном плане относится к Катарминскому муниципальному образованию Нижнеудинского района
Иркутской области